# Tetraria cuspidata
Tetraria cuspidata är en halvgräsart som först beskrevs av Christen Friis Rottbøll, och fick sitt nu gällande namn av Charles Baron Clarke. Tetraria cuspidata ingår i släktet Tetraria och familjen halvgräs. Inga underarter finns listade i Catalogue of Life.